# Blaž Šubic
Blaž Šubic, slovenski podobar, * 1. februar 1827, Hotovlja, † 16. julij 1899, Gorenja vas.
Podobarstva se je učil pri očetu in pri Matiju Tomcu v Šentvidu pri Ljubljani; kasneje je prevzel očetovo delavnico. Izdeloval je oltarje za razne cerkve na Kranjskem.